# Taking Over
Albums de Overkill
Feel the Fire
(1985) !!!Fuck You!!!
(1987)
Taking Over est le deuxième album d'Overkill sorti en 1987. Il prend la suite du précédent album et reste dans un registre encore très proche de la NWOBHM, avec toujours autant d'énergie et de mordant que dans le premier album. Pas mal de titres de l'album deviendront des classiques en live, comme Wrecking Crew, Fatal If Swallowed ou In Union We Stand.

## Titres
1. Deny the Cross – 4:42
2. Wrecking Crew – 4:30
3. Fear His Name – 5:23
4. Use Your Head – 4:18
5. Fatal if Swallowed – 6:44
6. Powersurge – 4:34
7. In Union We Stand – 4:23
8. Electro-Violence – 3:43
9. Overkill II (The Nightmare Continues) – 7:10

## Formation
- Rat Skates – batterie
- Bobby "Blitz" Ellsworth – chant
- D.D. Verni – basse
- Bobby Gustafson – guitare